# Franklin Gardner
Franklin Kitchell Gardner (29 janvier 1823 - 29 avril 1873) est un général confédéré de la guerre de Sécession, remarqué pour son action lors du siège de Port Hudson sur le Mississippi. Gardner construit d'importantes fortifications pour cette garnison importante, forte de 16 000 hommes à son apogée. À la merci d'ordres contradictoires, il se retrouve assiégé et en grande infériorité numérique. Son exploit pour avoir résisté 47 jours et infligé de lourdes pertes à l'ennemi avant de se rendre est loué par les historiens militaires.

## Avant la guerre
Gardner naît à New York, fils du lieutenant-colonel Charles Kitchell Gardner (1787-1869) et d'Anne Eliza McLean Gardner (1801-1880). Charles Kitchell Gardner est le fils d'un héros de la guerre d'Indépendance. Sa mère est originaire de Louisiane, où elle fait partie d'une famille prospère de planteurs. Il étudie à l'académie militaire de West Point entre 1838 et 1843, et est nommé par l'État d'Iowa, et se distingue dans le tableau d'honneur de sa promotion pendant toute sa scolarité. Avec des notes mitigées, son classement est détérioré par un nombre assez élevé de malus. Il est diplômé dix-septième sur trente-neuf de sa promotion ; parmi ses camarades de promotion, on trouve Ulysses S. Grant, Rufus Ingalls et Samuel G. French.
Il se marie avec Marie Celeste Mouton, la fille du gouverneur de Louisiane Alexander Mouton, peu après. Le frère de sa femme, Alfred Mouton, deviendra lui aussi, un célèbre général confédéré. La sœur aînée de Gardner deviendra la seconde épouse de son beau-père, consolidant les liens entre les deux familles.

## Premières années de la carrière militaire
Après l'obtention de son diplôme, il est affecté en tant que second lieutenant au 7th_Infantry_Regiment_(United_States) (en). Servant d'abord à Pensacola, Floride, il participe à la guerre américano-mexicaine, d'abord sous les ordres de Zachary Taylor, puis de Winfield Scott. À la bataille de Monterrey en septembre 1846, il est breveté premier lieutenant pour bravoure. Il participe plus tard au siège de Vera Cruz, et aux batailles de Churubusco et de Molino del Rey. Il est de nouveau breveté pour bravoure lors de ces batailles au grade de capitaine. En 1847, il est affecté en tant d'adjudant régimentaire, responsabilité qui tient jusqu'en 1853.
Il sert dans tout le pays, à New York, en Floride, au Missouri, en Arkansas, en Pennsylvanie et dans le nord-ouest. Il est promu capitaine dans le 10th U.S. Infantry (en) en mars 1855, et participe à la guerre de l'Utah. Après deux années de congé entre 1858 et 1860, il est de nouveau affecté dans l'Utah, mais part pour le sud en 1861, et est retiré des registres de l'armée. Se rangeant du côté de la famille de sa femme et de sa mère, il retourne chez eux en Louisiane, où il rejoint l'armée des États confédérés.

## Guerre de Sécession

### Service au début de la guerre
Ayant initialement une commission de lieutenant-colonel dans l'infanterie, Gardner est rapidement réaffecté en tant que capitaine et adjudant-général auprès du brigadier général Early. En mars 1862, Gardner est affecté dans une brigade de cavalerie de l'armée du Mississippi, et participe à la bataille de Shiloh en avril 1862. Sa brigade ne participant pas à la bataille, il sert en tant que conseiller volontaire de l'état major de Braxton Bragg. Promu brigadier général le 11 avril 1862, il est nommé chef de la cavalerie par le général P.G.T. Beauregard, et combat lors de la bataille de Perryville. Ensuite, il reçoit le commandement d'une brigade de l'Alabama de la division de Withers dans le corps de Polk. Son commandement des 19th (en), 22nd (en), 25th, 26th et 39th Alabama Infantry Regiments, et du 1st Louisiana Regulars, ne dure pas longtemps. Le 13 décembre 1862, il est promu major général et est affecté au commandement des fortifications à Port Hudson au nord de Baton Rouge, Louisiane, où il remplace le général William N. R. Beall, qui reste à Port Hudson sous les ordres de Gardner,,.

### Port Hudson
Port Hudson détient une importance stratégique, puisqu'il est situé sur un coude du fleuve Mississippi, d'où les canons peuvent contrôler le passage au nord du fleuve. Le général Nathaniel P. Banks et ses 30 000 hommes de l'armée du Golfe sont déployés à la Nouvelle-Orléans et dans les régions avoisinantes, et on prévoit généralement qu'il tentera à un moment de capturer Port Hudson. À l'époque, le cours du Mississippi entre Port Hudson à 320 kilomètres (200 miles) jusqu'à Vicksburg, Mississippi est contrôlé par la Confédération. Le général John C. Pemberton, qui commande les troupes confédérées à Vicksburg, est le supérieur hiérarchique direct de Gardner, et le général Joseph E. Johnston, dont le quartier général est à Jackson, Mississippi, est le supérieur de Pemberton. Johnston ne contrôle cependant pas une armée, et Gardner sera rapidement soumis à des injonctions contradictoires de Johnston et de Pemberton.
Gardner entreprend immédiatement l'amélioration des défenses de Port Hudson, remplaçant partiellement le système de lunettes construit, par un parapet de 6,4 kilomètres (quatre miles) de long s'étendant du fleuve Mississippi au coin sud-ouest du fort, jusqu'à la partie à plus à l'est du tertre sur lequel se trouve Port Hudson. Les parapets ne font pas complètement le tour du côté nord des fortifications, puisque les remblais escarpés sont considérés comme une défense suffisante. En plus des parapets, Gardner donne l'ordre à ses hommes de créer une série d'abatis, constitués de bois de coupe aiguisé aux extrémités et pointés en direction des attaquants.
Les forces de Gardner à Port Hudson augmentent pour parvenir à un effectif approximatif de 16 000 hommes en mars 1863, lorsque l'amiral David Farragut parvient avec deux de ses canonnières à passer devant Port Hudson. Depuis ses positions, Farragut est en mesure d'empêcher le ravitaillement de parvenir à Port Hudson à partir de la Red River, dont l'embouchure sur le Mississippi court entre Port Hudson et Vicksburg. En mai 1863, Banks commence ses opérations pour encercler Port Hudson avec des forces venant du sud et du nord. À ce moment, les forces de Gardner ont diminué pour atteindre l'effectif de 7 000 hommes, la majorité de ses forces ayant rejoint Vicksburg, où Pemberton subit l'attaque des forces de l'Union commandées par Ulysses S. Grant. Le 22 mai 1863, Gardner reçoit un ordre de Johnston, contradictoire avec ceux de Pemberton et du président confédéré Jefferson Davis, d'évacuer Port Hudson et de se rendre à Jackson, Mississippi. Au moment de l'exécuter, il apprend que 12 000 hommes de Banks ont débarqué au nord de Port Hudson, tandis que 20 000 autres viennent de sud. Gardner est encerclé, et la fuite est impossible. Gardner se prépare alors pour un long siège. Le premier assaut du siège de Port Hudson survient le 27 mai 1863. Le siège dure 47 jours, et ne se termine que le 9 juillet 1863, quand Gardner apprend la chute de Vicksburg du 4 juillet 1863.
Le commandement de Gardner à Port Hudson est considéré par beaucoup d'historiens militaires comme un exemple de défense d'une fortification contre une force bien plus importante. Richard Taylor, qui commande le district occidental de Louisiane de la Confédération, considère Gardner comme une victime de la politique militaire confédérée erronée d'immobiliser une grande force combattante à l'intérieur de fortifications. C'est cette même politique défensive suivie par John C. Pemberton à Vicksburg qui mène aux mêmes résultats désastreux pour la Confédération à Vicksburg qu'à Port Hudson. Les soldats confédérés idolâtrent Gardner, et les journaux le qualifient de bon combattant. Néanmoins, il est critiqué pour l'empathie envers ses hommes. L'historien John D. Winters (en) dans The Civil War in Louisiana (1963), décrit la reddition de Gardner à Port Hudson, ainsi :

« Gardner a défendu Port Hudson avec le maximum de ses compétences. Après plus de quarante jours de martèlement de la flotte [de l'Union] et des batteries terrestres, ses hommes sont éreintés et démoralisés. Déguenillés, mal protégés et sous nourris, ils sont malades, et il n'y a aucun médicament pour eux. L'espoir que Jonhston envoie des secours décroît chaque jour que le siège se poursuit. Alors que le faible ravitaillement en munitions est presque épuisé, beaucoup de ses canons sont cassés, et le stock de nourriture est dangereusement bas, les nouvelles de la reddition de Vicksburg décide [aussi] du sort de Port Hudson. »

### À la suite...
Gardner reste dans une prison de l'Union jusqu'à son échange en août 1864. On lui donne le commandement du district du Mississippi et de Louisiane orientale et sert sous les ordres du lieutenant général Richard Taylor. En janvier 1865, les troupes sous son commandement s'opposent au raid de Grierson contre la voie ferrée de Mobile et de l'Ohio. Il se rend avec le département, et est libéré sur parole à Meridian, Mississippi le 11 mai 1865,.

## Après la guerre
Après la guerre, il se retire dans la ferme familiale de Vermilionville (maintenant connu en tant que Lafayette), Louisiane, où il meurt en 1873 à l'âge de cinquante ans.
Il est enterré dans le cimetière de la cathédrale catholique de Saint John à Lafayette, dans le comté de Lafayette, Louisiane, où il repose avec son beau-père Alexandre Mouton,.